# Lamasina ganimedes
Espèce
Lamasina ganimedes est une espèce de lépidoptères (papillons) de la famille des Lycaenidae, sous-famille des Theclinae et du genre Lamasina.

## Dénomination
Lamasina ganimedes a été décrit par Pieter Cramer en 1875, sous le nom initial de Papilio ganimedes.
Synonymes : Thecla nobilis Herrich-Schäffer, [1853]; Thecla bimaculata Möschler, 1877; Annamaria ganimedes, Brévignon, 2002.

## Nom vernaculaire
Lamasina ganimedes se nomme Ganimedes Hairstreak en anglais.

## Description
Lamasina ganimedes est un petit papillon d'une envergure d'environ 32 mm, aux antennes et aux pattes annelées de blanc et de noir, avec trois fines queues à chaque aile postérieure.
Le dessus bleu largement bordé de gris avec une tache ronde au niveau du tiers du bord costal des ailes antérieures.
Le revers est vert jusqu'à la ligne postdiscale marron puis gris vert.

## Écologie et distribution
Lamasina ganimedes est présent au Surinam, en Guyana et en Guyane,,.

### Protection
Pas de statut de protection particulier.